# Parafia Ducha Świętego w Rzuchowej
Parafia Ducha Świętego w Rzuchowej – parafia rzymskokatolicka, znajdująca się w diecezji tarnowskiej, w dekanacie Tarnów Zachód.